# Rödingtjärnarna, Dalarna
Rödingtjärnarna är en sjö i Älvdalens kommun i Dalarna och ingår i Dalälvens huvudavrinningsområde.